# Conselho Nacional para a Democracia
O Conselho Nacional para a Democracia (em francês:  Conseil national pour la Démocratie), liderado pelo presidente-geral Gilbert Diendéré, foi o gabinete governante da junta militar do Burquina Fasso de 17 a 23 de setembro de 2015. Assumiu o controle temporário do gabinete anterior liderado pelo presidente interino Michel Kafando no golpe de Estado em 2015.

## História
Na noite de 16 de setembro, membros do Regimento de Segurança Presidencial (RSP) invadiram uma reunião do gabinete do governo e prenderam o presidente interino, Michel Kafando, o primeiro-ministro Isaac Zida e outros oficiais. Na manhã seguinte, o tenente-coronel Mamadou Bamba apareceu na televisão anunciando o Conselho Nacional para a Democracia para "pôr fim" ao "regime de transição desviante".
No mesmo dia, o general Gilbert Diendéré foi nomeado presidente do conselho. Diendéré alegou estar agindo pelos interesses de Burquina Fasso, afirmando que as próximas eleições sob a lei eleitoral do governo de transição seriam muito divisivas porque os adeptos do ex-presidente Blaise Compaoré foram impedidos de concorrer. Ele prometeu eleições inclusivas nas quais ninguém seria impedido de concorrer por razões políticas.
O Conselho Nacional para a Democracia não conseguiu consolidar sua autoridade em todo o país e enfrentou a pressão dos líderes regionais e, finalmente, do exército regular, para restaurar o governo de transição. Depois que o exército entrou em Ouagadougou para enfrentar o RSP, Kafando foi reinstalado como presidente em 23 de setembro e Zida também voltou ao cargo de primeiro-ministro. Diendéré disse que o golpe foi um equívoco e que "nós sabíamos que as pessoas não estavam a favor disso. Foi por isso que desistimos".